# Luperina megaleuca
Luperina megaleuca är en fjärilsart som beskrevs av Zoltan Varga och Ronkay. Luperina megaleuca ingår i släktet Luperina och familjen nattflyn. Inga underarter finns listade i Catalogue of Life.